# Turang
Turang (nepalski: तुराङ) – gaun wikas samiti w zachodniej części Nepalu w strefie Lumbini w dystrykcie Gulmi. Według nepalskiego spisu powszechnego z 2001 roku liczył on 832 gospodarstw domowych i 4357 mieszkańców (2406 kobiet i 1951 mężczyzn).